# Tephritis hungarica
Tephritis hungarica
 es una especie de insecto díptero que Erich Martin Hering describió científicamente por primera vez en el año 1937.
Esta especie pertenece al género Tephritis de la familia Tephritidae.